# Спјаци Пјани (Верона)
Спјаци Пјани је насеље у Италији у округу Верона, региону Венето.
Према процени из 2011. у насељу је живело 18 становника. Насеље се налази на надморској висини од 820 м.